# مذكران (القفر)

تعديل مصدري - تعديل

مذكران هي إحدى قرى عزلة بني مسلم بمديرية القفر التابعة لمحافظة إب، بلغ تعداد سكانها 540 نسمة حسب تعداد اليمن لعام 2004.